# Habiba Ghribi
Habiba Ghribi (ur. 9 kwietnia 1984 w Kairuan) – tunezyjska lekkoatletka specjalizująca się w biegach średnich oraz długich. 
Na mistrzostwach Afryki w 2002 roku była jedenasta w biegu na 5000 metrów. W 2005 odpadła już w eliminacjach biegu na 3000 metrów z przeszkodami na mistrzostwach świata, a rok później została na tym dystansie wicemistrzynią Afryki. Startowała na igrzyskach olimpijskich w Pekinie (2008). Brązowa medalistka igrzysk państw basenu Morza Śródziemnego w biegu na 1500 metrów (2009).  Podczas rozegranych w 2009 w Berlinie mistrzostw świata zajęła w biegu przeszkodowym szóstą lokatę, a dwa lata później w Daegu został wicemistrzynią świata. Mistrzyni olimpijska z 2012 roku. W 2015 roku na mistrzostwach świata w Pekinie wywalczyła srebro. 
Kilkukrotna uczestniczka mistrzostw świata w biegach na przełaj (także jako juniorka) jednak nie odniosła większych sukcesów w rywalizacji indywidualnej. 
Medalistka mistrzostw Tunezji oraz regionalnych zawodów krajów arabskich. 
Rekordy życiowe: bieg na 1500 metrów – 4:06,38 (2 września 2014, Zagrzeb); bieg na 3000 metrów – 8:52,06 (28 kwietnia 2013, Franconville); bieg na 3000 metrów z przeszkodami – 9:05,36 (11 września 2015, Bruksela). Wszystkie te wyniki są aktualnymi rekordami Tunezji.

## Osiągnięcia
| Rok  | Impreza                               | Miejsce        | Konkurencja                   | Lokata      | Wynik    |
| ---- | ------------------------------------- | -------------- | ----------------------------- | ----------- | -------- |
| 2002 | Mistrzostwa Afryki                    | Tunis          | bieg na 5000 m                | 11. miejsce | 17:02,12 |
| 2003 | Mistrzostwa świata w biegu na przełaj | Lozanna        | bieg juniorów                 | 23. miejsce | 22:48    |
| 2004 | Mistrzostwa świata w biegu na przełaj | Bruksela       | bieg krótki                   | 68. miejsce | 14:43    |
| 2004 | Mistrzostwa Afryki Północnej          | Témara         | półmaraton                    | 3. miejsce  | 1:16:27  |
| 2005 | Mistrzostwa świata w biegu na przełaj | Saint-Galmier  | bieg krótki                   | 48. miejsce | 14:35    |
| 2005 | Mistrzostwa świata                    | Helsinki       | bieg na 3000 m z przeszkodami | eliminacje  | 9:51,49  |
| 2006 | Mistrzostwa Afryki                    | Bambous        | bieg na 3000 m z przeszkodami | 2. miejsce  | 10:10,93 |
| 2008 | Igrzyska olimpijskie                  | Pekin          | bieg na 3000 m z przeszkodami | 13. miejsce | 9:36,43  |
| 2009 | Mistrzostwa świata w biegu na przełaj | Amman          | bieg seniorek                 | 41. miejsce | 28:50    |
| 2009 | Igrzyska śródziemnomorskie            | Pescara        | bieg na 1500 m                | 3. miejsce  | 4:12,37  |
| 2009 | Mistrzostwa świata                    | Berlin         | bieg na 3000 m z przeszkodami | 6. miejsce  | 9:12,52  |
| 2011 | Mistrzostwa świata                    | Daegu          | bieg na 3000 m z przeszkodami | 2. miejsce  | 9:11,97  |
| 2012 | Igrzyska olimpijskie                  | Londyn         | bieg na 3000 m z przeszkodami | 2. miejsce  | 9:08,37  |
| 2014 | Mistrzostwa Afryki                    | Marrakesz      | bieg na 1500 m                | 6. miejsce  | 4:14,51  |
| 2014 | Mistrzostwa Afryki                    | Marrakesz      | bieg na 3000 m z przeszkodami | 5. miejsce  | 9:41,30  |
| 2015 | Mistrzostwa świata                    | Pekin          | bieg na 3000 m z przeszkodami | 2. miejsce  | 9:19,24  |
| 2016 | Igrzyska olimpijskie                  | Rio de Janeiro | bieg na 3000 m z przeszkodami | 12. miejsce | 9:28,75  |